# 坂出市立白峰中学校
坂出市立白峰中学校（さかいでしりつ はくほうちゅうがっこう）は、香川県坂出市林田町にある市立中学校。

## 校訓
- 白峰のごとく さわやかに

## 教育目標
- 豊かな心を持ち 生き生きと自己実現できる生徒の育成

## 通学区域が隣接している学校
- 坂出市立東部中学校
- 坂出市立坂出中学校
- 丸亀市立飯山中学校
- 丸亀市立綾歌中学校
- 綾川町立綾川中学校
- 高松市立国分寺中学校
- 高松市立下笠居中学校

## 著名な出身者
- 末包昇大（プロ野球選手）